# Walther Leber
Walther Leber (* 4. Februar 1906 in Laufenburg; † 4. Februar 1996 in Zofingen, katholisch, heimatberechtigt in Laufenburg und Wil, seit 1959 Ehrenbürger von Zofingen) war ein Schweizer Politiker (FDP).

## Biografie
Walther Leber kam am 4. Februar 1906 in Laufenburg als Sohn des Stadtschreibers von Laufenburg Emil Leber und der Hermine geborene Müller aus Mettau zur Welt. Leber belegte zwischen 1926 und 1931 ein Studium der Naturwissenschaften in Basel und Prag, das er 1931 mit dem Erwerb des akademischen Grades eines Dr. phil. nat. abschloss.
In der Folge war er als Mathematiklehrer von 1931 bis 1953 an der Bezirksschule Zofingen, der er seit 1944 auch als Rektor vorstand, tätig. Daneben diente Leber in der Schweizer Armee im Rang eines Obersten.
Er heiratete im Jahr 1934 Maria geborene Rossi. Walther Leber verstarb am 4. Februar 1996 an seinem 90. Geburtstag in Zofingen.

## Politisches Wirken
Der freisinnige Politiker amtierte auf Gemeindeebene zwischen 1954 und 1973 als Stadtammann in Zofingen. Zeitgleich vertrat er seine Partei auf kantonaler Ebene im aargauischen Grossen Rat, den er 1972 und 1973 präsidierte. Darüber hinaus nahm er in den Jahren 1959 bis 1967 Einsitz in den Nationalrat.
Zudem gehörte Leber 1973 dem Aargauer Verfassungsrat an. Ferner präsidierte er von 1958 bis 1978 den Aargauischen Waldwirtschaftsverband, von 1958 bis 1971 die Regionalplanungsgruppe Wiggertal sowie von 1958 bis 1980 den von ihm angeregten und im selben Jahr gegründeten Verband Aargauischer Ortsbürgergemeinden, zu dessen Ehrenpräsident er im Anschluss ernannt wurde.
Walther Leber spielte eine wesentliche Rolle in der politischen Diskussion um die Weiterexistenz der aargauischen Ortsbürgergemeinden.

## Werke
- Über Spezifität und Genese des basischen Vitalgranulums. Berlin: J. Springer 1931. (Separatdruck aus: Zeitschrift für Zellforschung und mikroskopische Anatomie. Bd. 14, Heft 3, S. 566–604). (Diss. phil. II, Univ. Basel).
- Die aargauischen Ortsbürgergemeinden im Wandel der Zeit. 30 Jahre Verband aargauischer Ortsbürgergemeinden, 1958-1988. Aarau: Verband aargauischer Ortsbürgergemeinden 1988.